# Gruppo di NGC 1370
Il Gruppo di NGC 1370 comprende almeno 3 galassie situate nella costellazione dell'Eridano.
Il Gruppo di NGC 1370 è incluso nel più vasto Ammasso di Eridano.
La distanza media tra il centro di massa di questo gruppo e la nostra Via Lattea è di circa 50 milioni di anni luce (15,4 Mpc).

## Membri
Le galassie componenti il gruppo, nell'ordine indicato nell'articolo di Garcia del 1993, sono elencate nella tabella sottostante.
| Nome     | Classificazione | Tipo            | RA (J2000.0)  | DEC (J2000.0) | Velocità radiale (km/s) | Magnitudine apparente | Distanza (Mpc) | Dimensioni (kal) |
| -------- | --------------- | --------------- | ------------- | ------------- | ----------------------- | --------------------- | -------------- | ---------------- |
| NGC 1362 | S0^0 pec?       | Lenticolare     | 03h 33m 53.1s | -20° 16′ 57″  | 1233 ± 29               | 12,8                  | 16,3 ± 1,2     | 68               |
| NGC 1370 | E+?             | Ellittica       | 03h 35m 14.6s | -20° 22′ 25″  | 1063 ± 28               | 12,6                  | 13,8 ± 1,1     | 46               |
| NGC 1390 | SBa pec?        | Spirale barrata | 03h 37m 57.2s | -19° 00′ 30″  | 1207 ± 12               | 13,7                  | 16,0 ± 1,1     | 39               |

Il sito DeepskyLog permette di trovare agevolmente le costellazioni in cui sono situate le galassie; in alternativa si possono utilizzare le coordinate delle galassie per individuarle. Se non altrimenti indicato, le coordinate sono quelle fornite dal sito NASA/IPAC (National Aeronautics and Space Administration / Infrared Processing and Analysis Center).